# Euploea turbonia
Euploea turbonia är en fjärilsart som beskrevs av Hans Fruhstorfer 1910. Euploea turbonia ingår i släktet Euploea och familjen praktfjärilar. Inga underarter finns listade i Catalogue of Life.